# The River Tour 2016
The River Tour 2016 (o semplicemente The River Tour) è stata una tournée intrapresa nel 2016 dal cantautore statunitense Bruce Springsteen con la E Street Band, iniziata in concomitanza con la pubblicazione del cofanetto The Ties That Bind: The River Collection, riedizione speciale dell'album The River del 1980.

## Preparazione
Annunciato sul sito ufficiale di Springsteen il 4 dicembre 2015, il tour fu organizzato con l'intenzione di dedicarlo interamente alla riproposizione delle canzoni dell'album The River del 1980, suonato per intero dal vivo una sola volta, nel 1999 al Madison Square Garden di New York. Per l'occasione Springsteen scelse di farsi accompagnare da una formazione ridotta rispetto a quella delle precedenti tournée, composta essenzialmente dai superstiti della formazione classica della E Street Band oltre ai musicisti aggiuntivi, ma comunque già da anni in forza al suo gruppo di supporto, Charles Giordano all'organo, Soozie Tyrell al violino e Jake Clemons, nipote dello scomparso Clarence, al sassofono.
La tournée cominciò il 16 gennaio 2016 a Pittsburgh e prevedeva inizialmente 24 concerti in 22 località degli Stati Uniti e del Canada. In seguito furono aggiunte nuove date, tra cui alcune in Europa, e poi altre negli Stati Uniti in estate.

## Lo spettacolo
Durante la prima sera, oltre ad aver presentato per intero le 20 canzoni di The River e l'inedita Meet Me in the City, canzone scartata dall'album e riproposta nel cofanetto speciale, Springsteen rese un omaggio a David Bowie, scomparso alcuni giorni prima, interpretando Rebel Rebel, vecchio successo del cantautore britannico del 1974. Tre giorni dopo, a Chicago, il cantautore volle rendere omaggio a Glenn Frey, membro fondatore degli Eagles, anche lui scomparso qualche giorno prima, cantando Take It Easy, il primo successo della band californiana, composta nel 1972 dallo stesso Frey insieme a Jackson Browne. Anche il 24 aprile a Brooklyn Springsteen rese omaggio a un altro grande della musica, Prince, scomparso due giorni prima, eseguendo Purple Rain.

## Concerti
| Data              | Città             | Stato            | Luogo                             | Biglietti (venduti / disponibili) | Incasso          |
| America del Nord  | America del Nord  | America del Nord | America del Nord                  | America del Nord                  | America del Nord |
| ----------------- | ----------------- | ---------------- | --------------------------------- | --------------------------------- | ---------------- |
| 16 gennaio 2016   | Pittsburgh        | Stati Uniti      | Consol Energy Center              | 18.353 / 18.353                   | $2.412.020       |
| 19 gennaio 2016   | Chicago           | Stati Uniti      | United Center                     | 19.120 / 19.120                   | $2.756.475       |
| 27 gennaio 2016   | New York          | Stati Uniti      | Madison Square Garden             | 18.474 / 18.474                   | $2.508.528       |
| 29 gennaio 2016   | Washington        | Stati Uniti      | Verizon Center                    | 18.093 / 18.093                   | $2.383.850       |
| 31 gennaio 2016   | Newark            | Stati Uniti      | Prudential Center                 | 16.539 / 16.539                   | $2.227.836       |
| 2 febbraio 2016   | Toronto           | Canada           | Air Canada Centre                 | 18.134 / 18.134                   | $1.793.936       |
| 4 febbraio 2016   | Boston            | Stati Uniti      | TD Garden                         | 17.039 / 17.039                   | $2.062.417       |
| 8 febbraio 2016   | Albany            | Stati Uniti      | Times Union Center                | 15.162 / 15.162                   | $1.966.730       |
| 10 febbraio 2016  | Hartford          | Stati Uniti      | XL Center                         | 14.672 / 14.672                   | $2.080.294       |
| 12 febbraio 2016  | Filadelfia        | Stati Uniti      | Wells Fargo Center                | 19.411 / 19.411                   | $2.503.356       |
| 16 febbraio 2016  | Sunrise           | Stati Uniti      | BB&T Center                       | 18.658 / 18.658                   | $2.174.905       |
| 18 febbraio 2016  | Atlanta           | Stati Uniti      | Philips Arena                     | 16.713 / 17.450                   | $1.888.030       |
| 21 febbraio 2016  | Louisville        | Stati Uniti      | KFC Yum Center                    | 15.730 / 16.900                   | $1.847.730       |
| 23 febbraio 2016  | Cleveland         | Stati Uniti      | Quicken Loans Arena               | 19.071 / 19.071                   | $2.520.055       |
| 25 febbraio 2016  | Buffalo           | Stati Uniti      | First Niagara Center              | 18.351 / 18.351                   | $2.186.795       |
| 27 febbraio 2016  | Rochester         | Stati Uniti      | Blue Cross Arena                  | 12.581 / 12.581                   | $1.712.080       |
| 29 febbraio 2016  | Saint Paul        | Stati Uniti      | Xcel Energy Center                | 18.628 / 18.628                   | $2.576.190       |
| 3 marzo 2016      | Milwaukee         | Stati Uniti      | BMO Harris Bradley Center         | 17.653 / 17.653                   | $1.969.655       |
| 6 marzo 2016      | Saint Louis       | Stati Uniti      | Chaifetz Arena                    | 9.965 / 9.965                     | $1.334.370       |
| 10 marzo 2016     | Phoenix           | Stati Uniti      | Talking Stick Resort Arena        | 16.480 / 16.480                   | $2.050.630       |
| 13 marzo 2016     | Oakland           | Stati Uniti      | Oracle Arena                      | 17.117 / 17.117                   | $2.245.715       |
| 15 marzo 2016     | Los Angeles       | Stati Uniti      | Los Angeles Memorial Sports Arena | 49.302 / 49.302                   | $7.050.775       |
| 17 marzo 2016     | Los Angeles       | Stati Uniti      | Los Angeles Memorial Sports Arena | 49.302 / 49.302                   | $7.050.775       |
| 19 marzo 2016     | Los Angeles       | Stati Uniti      | Los Angeles Memorial Sports Arena | 49.302 / 49.302                   | $7.050.775       |
| 22 marzo 2016     | Portland          | Stati Uniti      | Moda Center                       | 12.074 / 13.700                   | $1.639.915       |
| 24 marzo 2016     | Seattle           | Stati Uniti      | KeyArena                          | 14.767 / 14.767                   | $1.929.695       |
| 28 marzo 2016     | New York          | Stati Uniti      | Madison Square Garden             | 18.484 / 18.484                   | $2.508.003       |
| 31 marzo 2016     | Denver            | Stati Uniti      | Pepsi Center                      | 16.770 / 18.540                   | $2.211.320       |
| 3 aprile 2016     | Oklahoma City     | Stati Uniti      | Chesapeake Energy Arena           | 12.603 / 14.332                   | $1.557.353       |
| 5 aprile 2016     | Dallas            | Stati Uniti      | American Airlines Center          | 15.563 / 16.961                   | $1.991.405       |
| 7 aprile 2016     | Kansas City       | Stati Uniti      | Sprint Center                     | 12.286 / 13.813                   | $1.557.745       |
| 12 aprile 2016    | Columbus          | Stati Uniti      | Schottenstein Center              | 12.008 / 13.941                   | $1.568.810       |
| 14 aprile 2016    | Auburn Hills      | Stati Uniti      | The Palace of Auburn Hills        | 15.754 / 15.754                   | $1.949.443       |
| 18 aprile 2016    | University Park   | Stati Uniti      | Bryce Jordan Center               | 14.447 / 15.000                   | $2.038.548       |
| 20 aprile 2016    | Baltimora         | Stati Uniti      | Royal Farms Arena                 | 14.124 / 14.124                   | $2.054.260       |
| 23 aprile 2016    | Brooklyn          | Stati Uniti      | Barclays Center                   | 33.248 / 33.248                   | $4.641.260       |
| 25 aprile 2016    | Brooklyn          | Stati Uniti      | Barclays Center                   | 33.248 / 33.248                   | $4.641.260       |
| Europa            |                   |                  |                                   |                                   |                  |
| 14 maggio 2016    | Barcellona        | Spagna           | Camp Nou                          | 64.865 / 64.865                   | $6.014.054       |
| 17 maggio 2016    | San Sebastián     | Spagna           | Stadio di Anoeta                  | 41.100 / 41.100                   | $3.839.494       |
| 19 maggio 2016    | Lisbona           | Portogallo       | Parque da Bela Vista              | N.D.                              | N.D.             |
| 21 maggio 2016    | Madrid            | Spagna           | Stadio Santiago Bernabéu          | 55.695 / 55.695                   | $5.359.310       |
| 25 maggio 2016    | Manchester        | Regno Unito      | Etihad Stadium                    | 48.614 / 50.000                   | $5.785.157       |
| 27 maggio 2016    | Dublino           | Irlanda          | Croke Park                        | 160.188 / 160.188                 | $19.228.100      |
| 29 maggio 2016    | Dublino           | Irlanda          | Croke Park                        | 160.188 / 160.188                 | $19.228.100      |
| 1º giugno 2016    | Glasgow           | Regno Unito      | Hampden Park                      | 45.330 / 45.330                   | $5.314.504       |
| 3 giugno 2016     | Coventry          | Regno Unito      | Ricoh Arena                       | 36.588 / 36.588                   | $4.523.864       |
| 5 giugno 2016     | Londra            | Regno Unito      | Stadio di Wembley                 | 68.696 / 68.696                   | $9.251.527       |
| 14 giugno 2016    | L'Aia             | Paesi Bassi      | Malieveld                         | 67.715 / 67.715                   | $5.980.218       |
| 17 giugno 2016    | Monaco di Baviera | Germania         | Olympiastadion                    | 54.119 / 54.119                   | $4.797.890       |
| 19 giugno 2016    | Berlino           | Germania         | Olympiastadion                    | 66.464 / 66.464                   | $5.932.416       |
| 22 giugno 2016    | Copenaghen        | Danimarca        | Telia Parken                      | 50.178 / 50.178                   | $4.931.456       |
| 25 giugno 2016    | Göteborg          | Svezia           | Ullevi                            | 189.356 / 189.356                 | $15.069.311      |
| 27 giugno 2016    | Göteborg          | Svezia           | Ullevi                            | 189.356 / 189.356                 | $15.069.311      |
| 29 giugno 2016    | Oslo              | Norvegia         | Ullevaal Stadion                  | 30.283 / 30.283                   | $3.111.732       |
| 3 luglio 2016     | Milano            | Italia           | Stadio Giuseppe Meazza            | 104.646 / 104.646                 | $8.998.967       |
| 5 luglio 2016     | Milano            | Italia           | Stadio Giuseppe Meazza            | 104.646 / 104.646                 | $8.998.967       |
| 9 luglio 2016     | Werchter          | Belgio           | Festival Grounds                  | N.D.                              | N.D.             |
| 11 luglio 2016    | Parigi            | Francia          | AccorHotels Arena                 | 35.344 / 35.344                   | $4.103.898       |
| 13 luglio 2016    | Parigi            | Francia          | AccorHotels Arena                 | 35.344 / 35.344                   | $4.103.898       |
| 16 luglio 2016    | Roma              | Italia           | Circo Massimo                     | 56.369 / 56.369                   | $5.258.043       |
| 20 luglio 2016    | Horsens           | Danimarca        | CASA Arena Horsens                | 29.423 / 29.423                   | $2.927.130       |
| 23 luglio 2016    | Göteborg          | Svezia           | Ullevi                            | [ 11 ]                            | [ 11 ]           |
| 26 luglio 2016    | Trondheim         | Norvegia         | Granåsen                          | 36.994 / 36.994                   | $3.897.365       |
| 28 luglio 2016    | Oslo              | Norvegia         | Frognerparken                     | 37.126 / 37.126                   | $3.858.353       |
| 31 luglio 2016    | Zurigo            | Svizzera         | Letzigrund                        | 36.728 / 36.728                   | $5.178.033       |
| America del Nord  |                   |                  |                                   |                                   |                  |
| 23 agosto 2016    | East Rutherford   | Stati Uniti      | MetLife Stadium                   | 153.930 / 153.930                 | $18.239.039      |
| 25 agosto 2016    | East Rutherford   | Stati Uniti      | MetLife Stadium                   | 153.930 / 153.930                 | $18.239.039      |
| 28 agosto 2016    | Chicago           | Stati Uniti      | United Center                     | 19.313 / 19.313                   | $2.459.600       |
| 30 agosto 2016    | East Rutherford   | Stati Uniti      | MetLife Stadium                   | [ 12 ]                            | [ 12 ]           |
| 1º settembre 2016 | Washington        | Stati Uniti      | Nationals Park                    | 36.463 / 36.463                   | $4.627.705       |
| 5 settembre 2016  | Virginia Beach    | Stati Uniti      | V. U. H. Loans Amphitheater       | 11.629 / 15.000                   | $1.082.764       |
| 7 settembre 2016  | Filadelfia        | Stati Uniti      | Citizens Bank Park                | 77.670 / 80.000                   | $10.048.796      |
| 9 settembre 2016  | Filadelfia        | Stati Uniti      | Citizens Bank Park                | 77.670 / 80.000                   | $10.048.796      |
| 11 settembre 2016 | Pittsburgh        | Stati Uniti      | Consol Energy Center              | 16.674 / 18.353                   | $2.117.125       |
| 14 settembre 2016 | Foxborough        | Stati Uniti      | Gillette Stadium                  | 48.324 / 51.664                   | $5.439.521       |
| Oceania           |                   |                  |                                   |                                   |                  |
| 22 gennaio 2017   | Perth             | Australia        | Perth Arena                       | 39.957 / 39.957                   | $5.914.782       |
| 25 gennaio 2017   | Perth             | Australia        | Perth Arena                       | 39.957 / 39.957                   | $5.914.782       |
| 27 gennaio 2017   | Perth             | Australia        | Perth Arena                       | 39.957 / 39.957                   | $5.914.782       |
| 30 gennaio 2017   | Adelaide          | Australia        | Adelaide Entertainment Centre     | 10.920 / 10.920                   | $1.612.374       |
| 2 febbraio 2017   | Melbourne         | Australia        | AAMI Park                         | 51.192 / 54.000                   | $7.384.735       |
| 4 febbraio 2017   | Melbourne         | Australia        | AAMI Park                         | 51.192 / 54.000                   | $7.384.735       |
| 7 febbraio 2017   | Sydney            | Australia        | Qudos Bank Arena                  | 31.323 / 32.000                   | $4.546.210       |
| 9 febbraio 2017   | Sydney            | Australia        | Qudos Bank Arena                  | 31.323 / 32.000                   | $4.546.210       |
| 11 febbraio 2017  | Mount Macedon     | Australia        | Hanging Rock                      | 19.644 / 19.644                   | $2.895.699       |
| 14 febbraio 2017  | Brisbane          | Australia        | Brisbane Entertainment Centre     | 25.220 / 25.220                   | $3.896.163       |
| 16 febbraio 2017  | Brisbane          | Australia        | Brisbane Entertainment Centre     | 25.220 / 25.220                   | $3.896.163       |
| 18 febbraio 2017  | Hunter Valley     | Australia        | Hope Estate Winery                | 19.722 / 19.722                   | $2.848.983       |
| 21 febbraio 2017  | Christchurch      | Nuova Zelanda    | AMI Stadium                       | 29.254 / 29.254                   | $4.106.197       |
| 25 febbraio 2017  | Auckland          | Nuova Zelanda    | Mount Smart Stadium               | 33.952 / 40.000                   | $4.767.320       |
| Totale            | Totale            | Totale           | Totale                            | 2.486.058 / 2.520.141 (98.6%)     | $293.703.964     |

### Cancellazioni
| Data             | Città            | Stato            | Luogo               | Causa            |
| America del Nord | America del Nord | America del Nord | America del Nord    | America del Nord |
| ---------------- | ---------------- | ---------------- | ------------------- | ---------------- |
| 10 aprile 2016   | Greensboro       | Stati Uniti      | Greensboro Coliseum | Protesta         |

## Scaletta
In ogni concerto era inizialmente prevista l'esecuzione per intero dell'album The River, preceduta da una canzone inedita proveniente dal cofanetto That Ties That Bind, e a seguire altri successi di Springsteen pubblicati nei diversi album. A cominciare dallo spezzone europeo del tour, invece, Springsteen scelse di abbandonare la riproposizione integrale di The River proponendo ogni sera scalette diversificate con brani presi da tutto il suo vasto repertorio. In totale, durante tutta la tournée, furono eseguite 144 canzoni, senza tener conto delle citazioni all'interno di altri brani. Soprattutto dopo la prima parte del tour, Sprinsteen propose, come di consueto, diverse cover di altri artisti e canzoni scelte in base alle richieste provenienti dal pubblico. Secondo i dati forniti dal sito web specializzato setlist.fm, la seguente è stata la scaletta adottata con maggiore frequenza nella prima parte del The River Tour 2016:
1. Meet Me in the City

The River
1. The Ties That Bind
2. Sherry Darling
3. Jackson Cage
4. Two Hearts
5. Independence Day
6. Hungry Heart
7. Out in the Street
8. Crush on You
9. You Can Look (But You Better Not Touch)
10. I Wanna Marry You
11. The River
12. Point Blank
13. Cadillac Ranch
14. I'm a Rocker
15. Fade Away
16. Stolen Car
17. Ramrod
18. The Price You Pay
19. Drive All Night
20. Wreck on the Highway

Seconda parte
1. Badlands
2. Lonesome Day
3. No Surrender
4. She's the One
5. Because the Night
6. The Rising
7. Thunder Road

Bis
1. Born to Run
2. Dancing in the Dark
3. Rosalita (Come Out Tonight)
4. Tenth Avenue Freeze-Out
5. Bobby Jean
6. Shout

### Canzoni originali
The Ties That Bind: The River Collection
- Meet Me in the City

The River
- The Ties That Bind
- Sherry Darling
- Jackson Cage
- Two Hearts
- Independence Day
- Hungry Heart
- Out in the Street
- Crush on You
- You Can Look (But You Better Not Touch)
- I Wanna Marry You
- The River
- Point Blank
- Cadillac Ranch
- I'm a Rocker
- Fade Away
- Stolen Car
- Ramrod
- The Price You Pay
- Drive All Night
- Wreck on the Highway

Greetings from Asbury Park, N.J.
- Growin' Up
- It's Hard to Be a Saint in the City
- Spirit in the Night
- For You
- Does This Bus Stop at 82nd Street?
- Blinded by the Light
- Lost in the Flood
- 4th of July, Asbury Park (Sandy)

The Wild, the Innocent & the E Street Shuffle
- Rosalita (Come Out Tonight)
- Incident on 57th Street
- New York City Serenade
- Kitty's Back
- The E Street Shuffle

Born to Run
- Backstreets
- Born to Run
- Night
- She's the One
- Thunder Road
- Jungleland
- Tenth Avenue Freeze-Out
- Meeting Across the River

Darkness on the Edge of Town
- Badlands
- Candy's Room
- Prove It All Night
- The Promised Land
- Adam Raised a Cain
- Darkness on the Edge of Town
- Something in the Night
- Racing in the Street
- Streets of Fire
- Factory

Nebraska
- Atlantic City
- Johnny 99
- Mansion on the Hill
- Reason To Believe
- Nebraska

Born in the U.S.A.
- Bobby Jean
- Cover Me
- Dancing in the Dark
- No Surrender
- Darlington County
- Working on the Highway
- Born in the U.S.A.
- I'm Goin' Down
- Glory Days
- Downbound Train
- I'm on Fire
- My Hometown

Live/1975-85
- Seeds

Tunnel of Love
- Brilliant Disguise
- Tougher Than The Rest
- Tunnel of Love

Human Touch
- Human Touch
- Roll of the Dice

Lucky Town
- Lucky Town
- If I Should Fall Behind
- Living Proof
- Better Days

Greatest Hits
- Murder Incorporated
- This Hard Land
- Secret Garden
- Streets of Philadelphia

The Ghost of Tom Joad
- Youngstown
- The Ghost of Tom Joad

Tracks
- Roulette
- Be True
- Loose Ends
- My Love Will Not Let You Down
- I Wanna Be with You
- Back in Your Arms
- Pink Cadillac
- Iceman
- Frankie
- The Fever
- Thundercrack

The Rising
- The Rising
- Lonesome Day
- Waitin' on a Sunny Day
- My City of Ruins
- Mary's Place
- Into The Fire
- You're Missing

The Essential Bruce Springsteen
- From Small Things (Big Things One Day Come)
- None But The Brave

We Shall Overcome: The Seeger Sessions
- American Land

Magic
- I'll Work for Your Love
- Radio Nowhere
- Long Walk Home

The Promise
- Because the Night
- Fire
- Save My Love
- Rendezvous
- The Promise

Working on a Dream
- My Lucky Day

Wrecking Ball
- Wrecking Ball
- Death to My Hometown
- Land of Hope and Dreams
- We Take Care of Our Own
- Shackled and Drawn
- Jack of All Trades

High Hopes
- American Skin (41 Shots)
- Dream Baby Dream

Altre
- Light of Day

### Cover
- Boom Boom (John Lee Hooker)
- Detroyt Medley (Mitch Ryder)
- Follow That Dream (Elvis Presley)
- Jersey Girl (Tom Waits)
- Jole Blon (canzone tradizionale cajun)
- Lucille (Little Richard)
- Purple Rain (Prince)[6]
- Pretty Flamingo (Manfred Mann)
- Rebel Rebel (David Bowie)[3]
- Rockin' All Over the World (John Fogerty)
- Santa Claus Is Coming to Town
- Seven Nights to Rock (Moon Mullican)
- Shout (Isley Brothers)
- Summertime Blues (Eddie Cochran)
- Take It Easy (Eagles)[5]
- Trapped (Jimmy Cliff)
- Travelin' Band (Creedence Clearwater Revival)
- Twist and Shout (The Isley Brothers)
- Who'll Stop the Rain? (Creedence Clearwater Revival)
- You Never Can Tell (Chuck Berry)
- Citazioni all'interno di altre canzoni
  - It Takes Two (Marvin Gaye, citazione in Two Hearts)
  - Land of a Thousand Dances (Wilson Pickett, citazione in Light of Day)
  - Mona (Bo Diddley, medley con She's the One)
  - Not Fade Away (Buddy Holly, medley con She's the One)
  - People Get Ready (The Impressions, citazione in Land of Hope and Dreams)

## Formazione
- Bruce Springsteen – voce, chitarra, pianoforte e armonica a bocca
- E Street Band
  - Roy Bittan – pianoforte, sintetizzatore
  - Nils Lofgren – chitarra ritmica, chitarra solista, pedal steel guitar e cori
  - Patti Scialfa – cori e chitarra acustica
  - Garry Tallent – basso elettrico
  - Steven Van Zandt – chitarra, mandolino e cori
  - Max Weinberg – batteria
- Musicisti aggiuntivi
  - Jake Clemons – sassofono, strumenti a percussione e cori
  - Charles Giordano – organo elettronico, glockenspiel elettronico e cori
  - Soozie Tyrell – violino, chitarra acustica e cori

## Registrazioni
Come avvenuto per la precedente tournée, la registrazione di ogni concerto è stata resa disponibile sul sito web live.brucespringsteen.net, nei formati digitali MP3, lossless con qualità CD-Audio e in alta definizione a 24 bit/192 kHz, oppure acquistabile come tradizionali CD in cofanetto.

## Artisti d'apertura
Nelle date australiane e neozelandesi del tour i concerti furono aperti da alcuni gruppi locali:
- il gruppo australiano Jet nei concerti di Melbourne, di Mount Macedon, di Hunter Valley e in quelli di Christchurch e Auckland;
- il cantautore australiano Diesel nel secondo concerto di Melbourne e in quelli di Mount Macedon e di Hunter Valley;
- il cantautore neozelandese Marlon Williams nei concerti di Christchurch e Auckland;